# ロン・パーカー
ロン・パーカー（Ron Parker 1987年8月17日- ）はサウスカロライナ州セントヘレナアイランド出身のアメリカンフットボール選手。現在NFLのシアトル・シーホークスに所属している。ポジションはコーナーバック。

## 経歴
ニューベリー大学でプレーした後、2011年、ドラフト外フリーエージェントでシアトル・シーホークスと契約を結んだ。プレシーズン第3週のデンバー・ブロンコス戦で1タックルをあげた。開幕ロースターには残れず、9月22日までシーホークスのプラクティス・スクワッドとして在籍した。9月26日、オークランド・レイダースのプラクティス・スクワッドに加入、10月1日、アクティブロースターに昇格し、3試合に出場した。その後シアトル・シーホークスでも2試合に出場した。同年12月13日、アキレス腱を痛めたため故障者リスト入りした。
2012年8月26日にシーホークスから解雇された後、カロライナ・パンサーズのプラクティス・スクワッドに入った。10月6日にプラクティス・スクワッドから昇格したが、第5週の試合終了後の10月8日解雇され、10月10日、パンサーズのプラクティス・スクワッドに加入した。その後、10月17日、アクティブ・ロースターに昇格した。11月5日、カロライナ・パンサーズを解雇され、同7日にパンサーズのプラクティス・スクワッドに加入した。12月5日、シーホークスのロースターに加入した。12月28日、シーホークスから解雇された。31日にシーホークスのプラクティス・スクワッドに加入した。
2013年1月、シーホークスとフューチャー契約を結んだ。